# Le Chemin de Sofia
Le Chemin de Sofia est une mini-série soviéto-bulgare de Nikolaï Machtchenko en cinq épisodes, adaptée du roman éponyme de Stefan Ditchev, diffusé en 1978.
Le film est spécialement dédié au 100e anniversaire de la libération de la Bulgarie. L'intrigue présente des événements artistiquement interprétés liés à la libération de Sofia pendant la Guerre russo-turque de 1877-1878.
L'allusion dans le titre signifie sémantiquement "chemin vers la sagesse", et historiquement pour les Bulgares et la Bulgarie, c'est "chemin vers la liberté". La capitale moderne de la Bulgarie porte le nom de Sophia et est l'apothéose de la sagesse. La ville a une histoire très ancienne et est la résidence de Constantin le Grand. La ville tire son nom de la basilique Sainte-Sophie de Sofia, où fut proclamé l'édit de Serdica en 311.

## Synopsis
Le pic du Grand Jeu. L'Empire russe a été humilié après la perte de la guerre de Crimée. La France aussi après la Guerre franco-allemande de 1870. La Grande Crise Orientale éclate, dont la Russie profite pour se venger et regagner la première place du concert des grandes puissances au Congrès de Vienne.
Pendant la guerre, l'armée russe était dirigée par l'empereur russe lui-même, un honneur qui n'a pas été rendu à Napoléon Bonaparte. Cela montre que l'issue de l'affrontement militaire a une dimension et une signification principalement géopolitiques. La bataille de Plevna (1877) ne décide pas de la solution militaire, Sofia sur la Via Militaris est nécessaire pour ouvrir la voie à Sainte-Sophie.
La diplomatie et le renseignement russes ont parfaitement neutralisé les Britanniques dans le conflit militaire, qui est fermement derrière l'Empire ottoman. A l'instar de la guerre de Crimée, la parole de la diplomatie française est désormais décisive, et en particulier de Léandre le Gay, qui choisit la seule voie juste, celle de la sagesse.
Le film est basé sur des événements historiques réels, interprétés artistiquement. Dans le film, la fille du consul français est violée et tuée par des Circassiens, alors que le résident des services secrets britanniques tente de rejeter la responsabilité sur les Russes.
En fin de compte, avec la libération de Sofia, la Russie a remporté la guerre et la suprématie géopolitique sur les Britanniques et la Bulgarie — sa liberté. La France royaliste est ressuscitée dans la nouvelle dynastie monarchique, où le titre de “tsar” a été rétabli, le seul autre titre étant celui d'empereur de Russie.

### Distribution
Mykhaïlo Holoubovytch : le général GOurko.

## Productions cinématographiques similaires
Cette série de films a été précédée par Hommes en guerre et, au début du XXIe siècle, le film russe Le Gambit turc a été tourné sur les aventures d'Eraste Pétrovitch Fandorine.